# Alerte à la drogue
Pour plus de détails, voir Fiche technique et Distribution.
Alerte à la drogue (La lunga sfida) est un poliziottesco maroco-ouest-germano-italien réalisé par Nino Zanchin et Mohamed Ben Abdelouahed Tazi et sorti en 1967.

## Synopsis
A Beyrouth, la police est en alerte contre les trafiquants de drogue qui ont choisi la ville comme plaque tournante de leur commerce. Le chef local Blal est également confronté à la concurrence de l'Anglais Paynes, qui élabore un plan pour faire passer en contrebande une grande quantité de haschich à Tétouan, dans le Rif marocain. Paynes veut se servir d'un ingénieur des mines, Patrick Gordon, pour sortir la marchandise de la ville et la charger sur un bateau en partance. Mais Gordon, qui mene une vie oisive avec son collègue allemand Gert Schneider, refuse de procéder à l'opération. Paynes fait alors enlever son fils Eric pour faire pression sur Gordon. Gordon s'exécute alors et amène la cargaison à destination, en évitant le gang de Blals qui fait tout pour lui mettre des bâtons dans les roues. Une fois sur le bateau, la police, qui jusque là s'était tenue à l'écart des opérations, tente un grand coup de filet...

## Fiche technique
Sauf indication contraire, les informations mentionnées dans cette section peuvent être confirmées par la base de données cinématographiques IMDb,  présente dans la section « Liens externes ».
- Titre français : Alerte à la drogue ou La Route du kif ou Le Grand Défi[1]
- Titre original italien : La lunga sfida[2]
- Titre allemand : Du stirbst um sechs in Tetuan[3]
- Réalisation : Nino Zanchin (sous le nom de « Robert Andrews »), Mohamed Ben Abdelouahed Tazi[4]
- Scénario : Alberto Cavallone, Fernando Di Leo, Nino Zanchin (sous le nom de « Robert Andrews »)
- Photographie : Franco Delli Colli (it)
- Montage : Daniele Alabiso (it)
- Musique : Marcello Giombini
- Décors : Saverio D'Eugenio
- Production : Salvatore Alabiso, Aldo Salerno, Wolf C. Hartwig
- Société de production : Tritone Cinematografica (Rome), Rapid Film (Munich), Maghreb Unifilm
- Pays de production :  Italie -  Allemagne de l'Ouest -  Maroc
- Langue de tournage : italien
- Format : Couleur - 2,35:1 - Son mono - 35 mm
- Durée : 89 minutes (1 h 29[2])
- Genre : Poliziottesco
- Dates de sortie :
  - Italie : 21 décembre 1967
  - Allemagne de l'Ouest : 25 avril 1969
  - France : 13 mars 1970[1]
- Affiche : Jean Mascii (France)

## Distribution
- Giorgio Ardisson (sous le nom de « George Ardisson ») : Patrick Gordon
- Sieghardt Rupp : Gert Schneider
- Luigi Pistilli : Paynes
- Katrin Schaake : La complice européenne de Blal
- Lisa Halvorsen : Ursula
- Marco Stefanelli : Eric Gordon
- Franco Ukmar : Le complice de Payne
- Charaibi Ben Bensalem : Blal
- Ivan G. Scratuglia